# Кабаньяс (департамент)
Кабаньяс (ісп. Cabañas) — один з 14 департаментів Сальвадору.
Знаходиться в північній частині країни. Межує з департаментами Чалатенанго, Кускатлан, Сан-Мігель, Сан-Вісенте та державою Гондурас. Адміністративний центр — місто Сенсунтепеке.
Площа — 1104 км². Населення — 149 326 чол. (2007).

## Історія
Утворений в лютому 1873 року. Названий на честь відомого політичного діяча Центральної Америки — Хосе Тринідада Кабаньяса.

## Економіка
Економіка заснована на виробництві кави і цукру. Гідроелектростанція на річці Лемпа постачає регіон електрикою.

## Муніципалітети
Кабаньяс підрозділяється на 9 муніципалітетів:

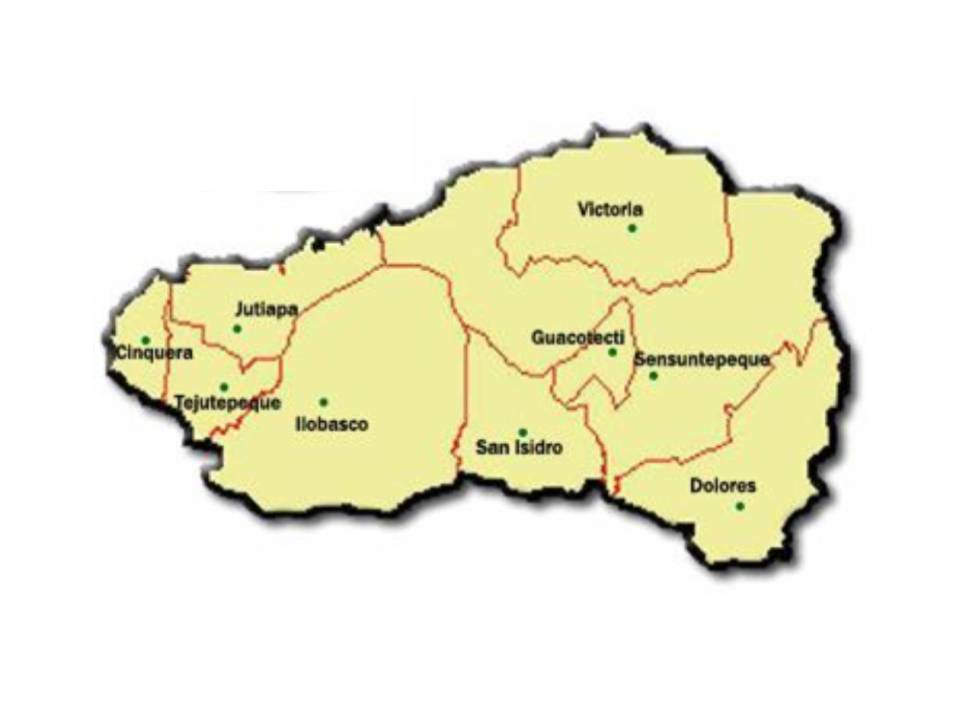
Муніципалітети департаменту Кабаньяс

| № | Муніципалітет | Національна назва | Площа, км² | Населення, чол. (2007 рік) |
| - | ------------- | ----------------- | ---------- | -------------------------- |
| 1 | Вікторія      | Victoria          | 146,95     | 12 626                     |
| 2 | Гуакотекті    | Guacotecti        | 21,01      | 5550                       |
| 3 | Долорес       | Dolores           | 149,05     | 6347                       |
| 4 | Ілобаско      | Ilobasco          | 249,69     | 61 510                     |
| 5 | Сан-Ісідро    | San Isidro        | 78,33      | 7796                       |
| 6 | Сенсунтепеке  | Sensuntepeque     | 306,33     | 40 332                     |
| 7 | Сінкера       | Cinquera          | 34,51      | 1467                       |
| 8 | Техутепеке    | Tejutepeque       | 50,52      | 7114                       |
| 9 | Хутьяпа       | Jutiapa           | 67,12      | 6584                       |